# فرودگاه ژنرال خوزده خوزه دی اورکیزا

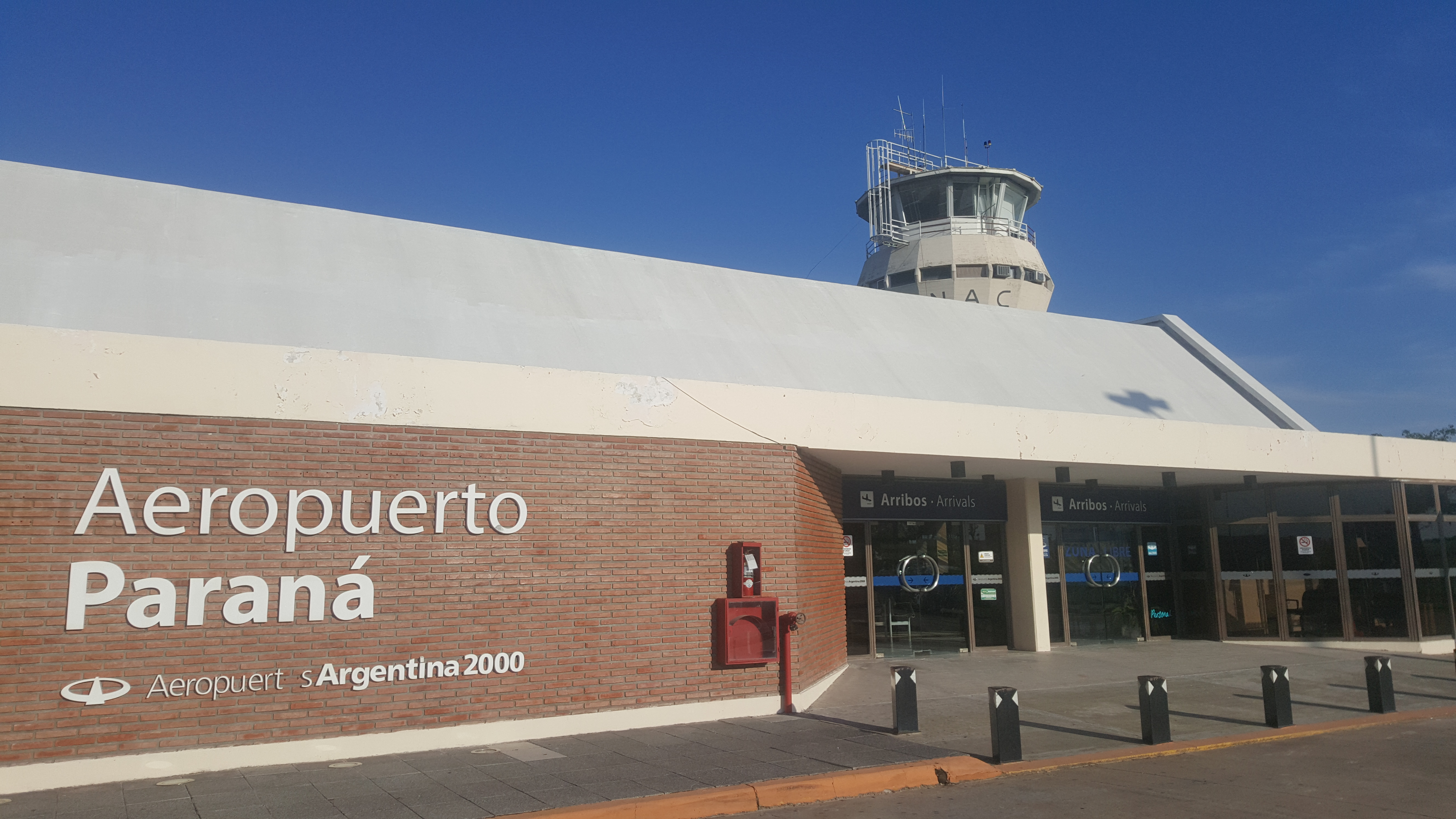
فرودگاه خوزده خوزه دی اورکیزا،آرژانتین

فرودگاه ژنرال خوزده خوزه دی اورکیزا (به انگلیسی: General Justo José de Urquiza Airport) (به زبان بومی: Aeropuerto de Entre Ríos "General Justo José de Urquiza") یک فرودگاه همگانی و نظامی با کد یاتا PRA است که یک باند فرود آسفالت دارد و طول باند آن ۲۱۰۰ متر است. این فرودگاه در کشور آرژانتین قرار دارد و در ارتفاع ۷۴ متری از سطح دریا واقع شده‌است.

## شرکت‌های هواپیمایی و مقصدهای پروازی
| شرکت‌های هواپیمایی                                     | مقصدهای پروازی        |
| ----------------------------------------------------- | --------------------- |
| ارولینیاس آرژانتیناس Operated by اوسترال لینئاس آئراس | محله هوایی یورگ نوبری |